# Sainte-Maure-de-Peyriac

Sainte-Maure-de-Peyriac este o comună în departamentul Lot-et-Garonne din sud-vestul Franței. În 2009 avea o populație de 335 de locuitori.

## Evoluția populației
| An        | 1975 | 1982 | 1990 | 1999 | 2006 | 2009 |
| --------- | ---- | ---- | ---- | ---- | ---- | ---- |
| Populație | 385  | 343  | 327  | 326  | 344  | 335  |